# فرشته قسمت ۱
«فرشته قسمت ۱» (انگلیسی: Angel Pt. 1) ترانه‌ای از رپرهای آمریکایی کداک بلک و ان‌ال‌ئی چوپا با همکاری خواننده کره‌ای جیمین و خواننده‌های آمریکایی جیک و مانی لانگ است. این ترانه در ۱۸ مه ۲۰۲۳ بع عنوان چهارمین تک‌آهنگ از موسیقی متن فیلم اکشن آمریکایی فست اکس منتشر شد.

## فرشته قسمت ۲
ورژن دوم این ترانه با حضور خواننده آمریکایی چارلی پوث به جای کداک بلک و ان‌ال‌ئی چوپا در ۱۵ ژوئن ۲۰۲۳ منتشر شد.

## جدول‌های موسیقی

### جدول‌های هفتگی

#### فرشته قسمت ۱
| جدول (۲۰۲۳)                                         | بالاترین جایگاه |
| --------------------------------------------------- | --------------- |
| کانادا (۱۰۰ تک‌آهنگ داغ کانادا)                      | ۶۳              |
| ۲۰۰ آهنگ جهانی (بیلبورد)                            | ۱۶              |
| مجارستان (۴۰ تک‌آهنگ برتر)                           | ۱۱              |
| ایرلند (ایرما)                                      | ۹۹              |
| ژاپن (۱۰۰ آهنگ داغ ژاپن)                            | ۸۰              |
| تک‌آهنگ‌های دیجیتال ژاپن (اوریکون)                    | ۶               |
| مالزی (بیلبورد)                                     | ۱۴              |
| تک‌آهنگ‌های داغ نیوزیلند (آرام‌ان‌زی)                   | ۶               |
| پرو (بیلبورد)                                       | ۱۷              |
| فیلیپین (بیلبورد)                                   | ۱۸              |
| سنگاپور (آرآی‌ای‌اس)                                  | ۱۳              |
| کره جنوبی (گائون)                                   | ۷۲              |
| تک‌آهنگ‌های بریتانیا (اوسی‌سی)                         | ۸۲              |
| بیلبورد هات ۱۰۰ ایالات متحده                        | ۶۵              |
| ترانه‌های داغ آراندبی/هیپ-هاپ ایالات متحده (بیلبورد) | ۱۸              |
| ۴۰ آهنگ برتر جریان اصلی ایالات متحده (بیلبورد)      | ۳۵              |

#### فرشته قسمت ۲
| جدول (۲۰۲۳)                       | بالاترین جایگاه |
| --------------------------------- | --------------- |
| تک‌آهنگ‌های داغ نیوزیلند (آرام‌ان‌زی) | ۲۳              |
| کره جنوبی (گائون)                 | ۱۲۸             |

### جدول‌های ماهانه
| جدول (۲۰۲۳)       | جایگاه |
| ----------------- | ------ |
| کره جنوبی (گائون) | ۸۰     |

## تاریخچه انتشار
| منطقه        | تاریخ        | فرمت                  | ورژن   | ناشر                    | منابع  |
| ------------ | ------------ | --------------------- | ------ | ----------------------- | ------ |
| مختلف        | ۱۸ مه ۲۰۲۳   | دانلود دیجیتال استریم | اصلی   | آرتیست پارتنر آتلانیک   | [ ۲۰ ] |
| ایالات متحده | ۶ ژوئن ۲۰۲۳  | هیت رادیو معاصر       | اصلی   | آرتیست پارتنر           | [ ۲۱ ] |
| مختلف        | ۱۵ ژوئن ۲۰۲۳ | دانلود دیجیتال استریم | قسمت ۲ | آرتیست پارتنر آتلانتیک  | [ ۱ ]  |
| ایتالیا      | ۲۳ ژوئن ۲۰۲۳ | رادیو ایر پلی         | قسمت ۲ | یونیورسال               | [ ۲۲ ] |
| مختلف        | ۱۳ مه ۲۰۲۴   | دانلود دیجیتال استریم | سالگرد | آرتیست پارتنر یونیورسال | [ ۲۳ ] |